# Vysokorychlostní trať Peking – Tchien-ťin
Vysokorychlostní trať Peking — Tchien-ťin (čínsky v českém přepisu Ťing-ťin čcheng-ťi tchie-lu, pchin-jinem Jīng-Jīn chéngjì tiělù, znaky zjednodušené 京津城际铁路, tradiční 京津城際鐵路) je vysokorychlostní trať pro přepravu cestujících mezi čínskými městy Pekingem a Tchien-ťinem. Je dlouhá 117 kilometrů a teoreticky povoluje maximální rychlost 350 km/h, v současnosti zde vlaky jezdí maximální rychlostí 330 km/h. Cesta mezi dvěma největšími městy severní Číny se otevřením trati 1. srpna 2008 zkrátila ze sedmdesáti na třicet minut.
Trať začíná na nádraží Pekingském jižním nádraží, odkud vede také vysokorychlostní trať Peking - Šanghaj a odkud bude v budoucnu spojení na vysokorychlostní trať do Wu-chanu, Kantonu a Hongkongu. Většinu své trasy vedle zmíněné vysokorychlostní tratě Peking – Šanghaj.